# Plectris yungasa
Plectris yungasa är en skalbaggsart som beskrevs av Frey 1975. Plectris yungasa ingår i släktet Plectris och familjen Melolonthidae. Inga underarter finns listade i Catalogue of Life.